# Gaël Le Bohec
Pour les articles homonymes, voir Le Bohec.
Gaël Le Bohec, né le 4 novembre 1977 à Saint-Brieuc (France), est un chef d'entreprises français. Après son mandat de député 2017-2022, il est devenu directeur de la société Hopinnov, qui développe des solutions digitales pour les établissements de santé et plus particulièrement les blocs opératoires. Il est aussi président bénévole de l'association Entreprendre Pour Apprendre Bretagne.

## Biographie

### Jeunesse et carrière professionnelle
Gaël Le Bohec naît le 4 novembre 1977 à Saint-Brieuc. Ingénieur de formation, diplômé de l'Institut catholique d'arts et métiers (Icam) Nantes en 2000, il travaille d'abord dans le secteur industriel auprès de grands groupes. En 2015, il crée son entreprise qui travaille pour des établissements hospitaliers dans la gestion et l’organisation de leurs stocks. Il enseigne également à l’École des hautes études en santé publique (EHESP) sur les processus logistiques et supports.

### Parcours politique
Il s'engage dans La République en marche (LREM) en avril 2016. L'année suivante, LREM l'investit sur la quatrième circonscription d'Ille-et-Vilaine pour les élections législatives de 2017. Le 18 juin 2017, il remporte le second tour de l'élection législative avec 61,75% des voix exprimées contre le candidat de La France insoumise, Marc Martin. Il succède au socialiste Jean-René Marsac qui ne se représentait pas. Il s'agit de son premier engagement politique et mandat électoral. Membre de la commission des affaires culturelles et de l'éducation, il siège dans le groupe de la majorité La République en marche. En juillet 2019, à l'occasion de la remise en jeu des postes au sein de la majorité, il convoite la questure de l'Assemblée nationale.
En 2022, il renonce à briguer un second mandat, notamment par souci de parité.
Il devient en octobre 2023, directeur général d Hopinnov. Entreprise qui développe des solutions numériques pour aider les personnels de santé et plus particulièrement pour les blocs opératoires.
Il est aussi président de l'association Entreprendre Pour Apprendre Bretagne, qui met la pédagogie active au coeur des dispositifs éducatifs pour aider la jeunesse à s'épanouir.

### Vie privée
Il est marié et père de trois enfants.